# Piecnik
Piecnik (niem. Petznick) – wieś w Polsce położona w województwie zachodniopomorskim, w powiecie wałeckim, w gminie Mirosławiec. Wieś leży ok. 14 km na wschód od Mirosławca, przy drodze krajowej nr 10, nad jeziorem Piecnik (pow. 31 ha). Znajduje się na wysokości 136 m n.p.m.
W latach 1975–1998 miejscowość administracyjnie należała do województwa pilskiego.

## Historia
Do 1945 wieś nosiła niemiecką nazwę Petznick. Wymieniona w roku 1337 w "Landbuchu" (kataster nowomarchijski), stanowiła wraz z Próchnowem enklawę brandenburską na terenie Królestwa Polskiego. Dopiero w roku 1816 Piecnik wraz z Próchnowem został administracyjnie przyłączony do powiatu wałeckiego (wówczas już w granicach państwa pruskiego). 
Według wzmianki w Landbuchu w XIV wieku wieś ta należała do posiadłości rodu Guntersberg. Na podstawie dawnej kroniki kościelnej wiadomo, że w roku 1663 wieś należała do rodziny Anklam i Benckendorff. Według danych katastralnych w roku 1829 Piecnik stanowił majątek ziemski o powierzchni 13,5 łanów (hufe). Kościół (obecnie pw. Podwyższenia Krzyża św.) pochodzi z XVIII w i został wzniesiony jako świątynia ewangelicka. Jest to bezwieżowy budynek o konstrukcji szachulcowej (pruski mur), na rzucie prostokąta, z dwuspadowym dachem, kryty dachówką. Chorągiewka na dachu ma datę 1710 rok. Jeden z dzwonów (zachowany jeszcze w okresie międzywojennym) był odlany w 1684 r.
W roku 1929 we wsi powstał dom opieki społecznej (Wohlfartshaus). W tym roku we wrześniu we wsi miał miejsce pożar, spowodowany uderzeniem pioruna. W roku 1930 Piecnik podobnie jak szereg innych miejscowości gminy, zyskał połączenie komunikacyjne omnibusem pocztowym (Kraftpostlinie) z Wałczem i Mirosławcem. Około roku 1939 wieś liczyła 561 mieszkańców i około 120 gospodarstw domowych; obecnie ma nieco ponad 200 mieszkańców. Piecnik w granicach Polski znalazł się w roku 1945. W lutym 1945 roku wieś była miejscem ciężkich walk, które stoczyli tutaj – w ramach operacji przełamania Wału Pomorskiego – żołnierze 1 DP im. T. Kościuszki oraz 4 pułku czołgów ciężkich (1 Armia WP).Ostatecznie wieś została zdobyta podczas nocnego ataku (godz. 20) 11 lutego, przez żołnierzy 3 pp (1 DP im. T.Kościuszki). W walkach o Piecnik poległo wielu polskich żołnierzy, m.in. płk Jan Szczutko, zastępca ds. liniowych dowódcy 1 DP.

## Atrakcje
Jedną z atrakcji Piecnika jest położony nad jeziorem park (o powierzchni 3,3 ha) z bogatym drzewostanem, na który składają się m.in. stare lipy, klony, kasztanowce, świerki oraz dwa stare dęby (o obwodach pni 630 i 520 cm). Inną osobliwością okolic Piecnika jest rezerwat przyrody "Wielki Bytyń" oraz możliwość spotkania stada żubrów, które upodobały sobie te okolice (po lewej stronie szosy za wsią w kierunku Mirosławca).